# Norma Broude
Norma Broude (* 1. Mai 1941 in New York als Norma Freedman) ist eine US-amerikanische Pionierin des Feminismus und Professor Emerita der Kunstgeschichte.

## Leben und Werk
Norma Broude schloss ihr Studium 1964 an der Columbia University ab, nachdem sie am Hunter College den Bachelor erwarb und Ronald Broude geheiratet hatte, von dem sie sich 1978 wieder scheiden ließ. 1967 promovierte Broude bei Theodore Reff zur italienischen Künstlergruppe Macchiaioli.
Sie lehrte kurze Zeit am Oberlin College, dann am Vassar College und der Columbia University. 1975 wurde sie an die American University berufen und blieb dort bis zum Ruhestand.
Broude ist bekannt für ihre Veröffentlichungen zu den Impressionisten Edgar Degas, Gustave Caillebotte, Mary Cassatt und Georges Seurat. Seit 1982 arbeitet Broude zusammen mit Mary D. Garrard und veröffentlichte mit ihr zahlreiche Klassiker der feministischen Kunstgeschichte.

## Auszeichnungen
- 2000: CWA annual recognition award[3]
- 1981: National Endowment for the Humanities
- 1962: Stipendium der Woodrow Wilson National Fellowship Foundation

## Veröffentlichungen
- Gustave Caillebotte: And the Fashioning of Identity in Impressionist Paris, Norma Broude 2002, ISBN 978-0-8135-3018-5
- The Power of Feminist Art: The American Movement of the 1970s, History and Impact, mit Mary D. Garrard 1996, ISBN 978-0-8109-2659-2
- The Expanding Discourse: Feminism and Art History, mit Mary D. Garrard 1992, ISBN 978-0-06-430207-4
- Impressionism: A Feminist Reading: The Gendering of Art, Science, and Nature in the Nineteenth Century, Norma Broude 1991, ISBN 978-0-8478-1397-1
- Feminism and Art History: Questioning the Litany, mit Mary D. Garrard 1982, ISBN 978-0-06-430117-6
- Seurat in Perspective. Norma Broude 1978, ISBN 978-0-13-807107-3
- The Macchiailoli: Academcism and Modernism in Nineteenth Century Italian Painting, Norma Broude, Columbia 1967, ISBN 978-0-300-03547-6